# Oudendijk (Noord-Holland)
Oudendijk is een dorp en dijk in de gemeente Koggenland in de Nederlandse provincie Noord-Holland. Het dorp heeft 435 inwoners (1 januari 2023), ligt halverwege Hoorn en Purmerend en maakt deel uit van de Westfriese Omringdijk. Oudendijk is daarmee het zuidelijkste dorp van West-Friesland. 

## Geschiedenis
Van 1812 tot 1 mei 1817 was Oudendijk onderdeel van de gemeente Beets, daarna was het tot 1 januari 1979 een zelfstandige gemeente. In 1979 fuseerde de gemeente met de gemeenten Avenhorn, Berkhout en Ursem tot de gemeente Wester-Koggenland, die zelf per 1 januari 2007 fuseerde tot gemeente Koggenland.
De dijkplaats komt in 1395 voor als oudendijc. Door de eeuwen heen werd het ook gespeld als Ouden-Dyck (1639) en Oudendyck (1745). De oorspronkelijke uitspraak is echter Altdìk en later ouwe(n)dìk.
De Plaagrijm van Oudendijk:
Op Oudendijk.
Daar zijn ze rijk.
Daar eten ze rijst met krenten!
Waarom zouden ze dat niet doen?
Ze leven van d'r renten.
Het dorp heeft een nog werkend (voormalig) stoomgemaal uit 1877. De stoommachine is echter in 1910 vervangen door een 50 pk vierslag Brons dieselmotor. Doordat het gemaal naast het moderne elektrische gemaal als reservegemaal in gebruik bleef, is de installatie compleet gebleven. Het behoort hiermee tot de zeldzame voorbeelden van vroeg 20e-eeuwse bemalingstechniek. Het gemaal is het oudste nog werkende dieselgemaal van Nederland.

## Geografie
De dijk en de plaats liggen tussen de polders Beschoot en Beetskoog. Via de Slimdijk is het verbonden met het dorp Grosthuizen en de buurtschap Kathoek. En via de Zomerdijk, die langs de Beemsterringvaart loopt, met het dorp Beets. In het oosten loopt Oudendijk net als Beets over in het dorp Schardam. Het dorp wordt doorkruist door zowel de A7 als de N247.
De genoemde Beemsterringvaart loopt ook langs het dorp naar het Markermeer. Het dorp is ontstaan bij een dijk die erg oud was. De dijk behoorde bij de vele van west naar oost lopende dijken in de regio en is op een bepaald moment verhoogd om het noordelijk gelegen beter te beschermen. De andere in het zuiden gelegen dijken waren minder hoog. Deze dijken liggen en lagen in Edam-Volendam, wat tot 2016 Zeevang werd genoemd.

## Cultuur & Economie
Oudendijk is meerdere verenigingen rijk. 
De culturele vereniging: ‘Vrienden van de kerk van Oudendijk’ zorgt voor de culture invulling en draagt zorg voor de instandhouding van de kerk. 
Door een jaarprogramma bestaande uit het verzorgen van optredens in de kerk, het houden van o.a. antiek- en curiosa beurzen en andere evenementen, waarbij de jeugd niet wordt vergeten. Het is ook mogelijk om het burgerlijk en kerkelijk huwelijk in de kerk te laten voltrekken.
Zo is er ook een buurt vereniging, genaamd Odigo, die de samenkomst van de Oudendijkers meerdere malen per jaar stimuleert en organiseert. Om op die manier de cohesie in het dorp te behouden.  
Zoals veel dorpen omringd door polders was is Oudendijk ook al vroeg landbouw te vinden. In Oudendijk wordt zelfs al vroeg kaas gemaakt van hoge kwaliteit. Een schilderij uit 1598 (collectie Rijksmuseum) beeldt een vrouw uit dit dorp af. Ze is gekleed in een traditioneel tenue en toont trots de door haar zorgvuldig gemaakte kaas. 
In 1925 laten de kaasboeren uit het dorp hun plaatsnaam officieel als merknaam voor hun kaas registreren. Het zou best weleens kunnen dat deze plaatsnaam bekender is bij Belgen dan bij Nederlanders. De kaas wordt namelijk nog steeds onder de merknaam OudenDijk Kazen verkocht in België. 
Tegenwoordig wordt er nog steeds kaas geproduceerd en verkocht in Oudendijk. Naast kaas wordt er ook olie uit restproducten gewonnen in de lokale fabriek, worden er tulpenbollen en bloemen gekweekt en zijn er diverse verkoopstalletjes te vinden bij verschillende huizen.
Er zijn twee horeca zaken te vinden. Een eetcafe met groot terras aan de west kant en een restaurant & partyhuis aan de oost kant.

## Geboren
- Klaas Broekens (1926-2012), burgemeester